# Championnats du monde de tir
Les Championnats du monde de tir sont une compétition internationale de tir sportif organisée par la Fédération internationale de tir sportif (en anglais : International Shooting Sport Federation ou ISSF). Les premiers championnats se déroulent en 1897, après le succès des épreuves de tir aux Jeux olympiques d'été de 1896, et bien que l'ISSF n'ait été fondé qu'en 1907, ces compétitions sont reconnues comme étant officielles par la fédération internationale. Ces championnats, incluant toutes les disciplines de l'ISSF, se tiennent tous les quatre ans depuis 1954.

## Palmarès par pays
- 18  Suisse
- 8  Russie
- 7  États-Unis
- 4  Chine
- 3  France,  Finlande
- 2  Suède
- 1  Belgique,  Italie,  Allemagne